# Koernaria goffartia
Koernaria goffartia är en rundmaskart. Koernaria goffartia ingår i släktet Koernaria och familjen Diplogasteridae. Inga underarter finns listade i Catalogue of Life.